# HIK Tennis
|  | Sammenskrivningsforslag Artiklen Hellerup Idræts Klub (tennis) er foreslået føjet ind i HIK Tennis. (Siden september 2023) Diskutér forslaget |

HIK Tennis, Hellerup Idrætsklub (HIK) er tennisafdelingen i den danske idrætsforening Hellerup Idrætsklub i Hellerup.
Hellerup Idrætsklub blev grundlagt 10. december 1900, og havde fra starten tre udendørsbaner. I januar 1936 blev klubbens første indendørsbaner indviet, da den nyopførte tennishal på Hartmannsvej, tegnet af arkitekt Arne Jacobsen, stod færdig. Den blev udvidet i årene 1967-1968 under ledelse af arkitekt Paul Dehlholm.
I dag råder klubben over otte indendørsbaner og 19 udendørsbaner, og har omkring 3.000 medlemmer. Klubben har været toneangivende i dansk tennis, ligesom den regnes som én af landets største tennisklubber.